# 広尾彰
広尾 彰（ひろお あきら、1920年（大正9年）1月14日 - 1941年（昭和16年）12月8日）は、日本の海軍軍人。特殊潜航艇「甲標的」艇長として真珠湾攻撃に参加し、戦死した九軍神の一人。二階級特進により最終階級は海軍大尉。

## 人物・来歴

### 略歴
佐賀県三養基郡旭村（現在の鳥栖市）出身。父は小学校の校長を勤める教育者であった。佐賀県立三養基中学校（現在の佐賀県立三養基高等学校）を経て、 海軍兵学校入校。広尾は海兵68期で豊田穣、酒巻和男、鴛淵孝らが同期生で、松永市郎は中学同窓であった。

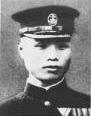
艇附
片山兵曹長

1940年（昭和15年）8月卒業。特殊潜航艇（以下「特潜」 ）搭乗員に選抜され訓練を受ける中、真珠湾攻撃に「特潜」の参加が決定し、広尾は5人の艇長の一人として選抜された。他の艇長は、岩佐直治、横山正治、古野繁実、同期生の酒巻である。広尾は艇附片山義雄（戦死後、兵曹長）とともに、伊二〇潜水艦から出撃し戦死した。
1960年に真珠湾近隣のケエヒラグーンで米軍のダイバーによって発見され引揚げられた潜航艇（ハッチは中からロックされていなかった。艇内に遺体はなかった。自然なものとは思えない程の内部損傷をしていた。自爆の爆薬は使われていなかった。魚雷は2発とも発射されておらず、危険と判断され発射管に入ったまま海中で切り落とされた。）について、同潜航艇を日本に返したときに遺っていた若干の遺品から日本側で古野艇のようだとされたとする説が米側に伝わっており、日本にも理由はことなるようだがこれを支持する研究家がいるが、日本の多くの研究家がこれを広尾艇としている。根拠としては、魚雷も発射しないまま沈没している、であればこちらが不調が伝えられていた広尾艇ではないか、また、広尾は魚雷を撃ち尽くした後は切り込むと言っていたので、遺体がなくハッチが内側からロックされていなかった状況と合致するというもので、当時の海軍潜航艇の関係者が主に主張し、それを日本の多くの研究家がそのまま引継いでいるようである。海軍史研究家の葭英夫は、駆逐艦ウォードに撃沈されたと見られる別の艇を広尾艇と見ている。

### 人物

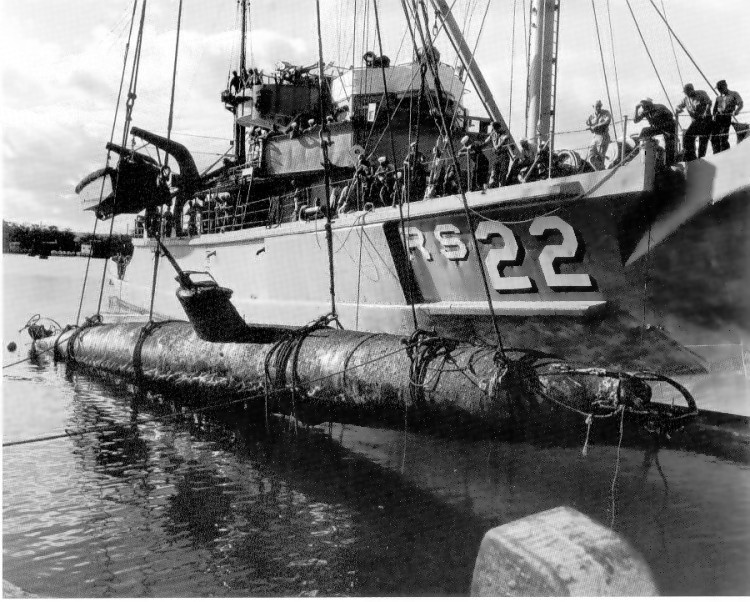
広尾艇と推測される
「特潜」の引揚(1960年)

兵学校時代の成績は優秀で、体育にも励み、恵まれた運動神経を活かし体操を得意としていた。ただし、入校当初は水泳が苦手であった。真珠湾攻撃に出撃する前に帰省を許された際は、母と並んで眠った。出撃直前の広尾は、弁当とサイダーを渡され「まるでピクニック」 と笑っていたという。同期生随一の詩吟の名手でもあった。一徹者で、敢闘精神の塊、融通は利かなかったという。柔道でもからだは小さかったが、ファイトは激しかったという。

### 死後
真珠湾攻撃を行った「特潜」特別攻撃隊には連合艦隊司令長官・山本五十六から感状が授与され、広尾らは軍神とされた。獅子文六は、「岩田豊雄」名で横山正治を主人公に作品「海軍」を著したが、広尾は主人公の有力候補であった。
弟の昭行によれば、死後1年くらいは軍神の家族ということで常に完璧な人間でなければ世間が承知しないという雰囲気で、家族は常にピリピリしていたという。母親が若死にしたのもそのせいではないかと思うと、昭行は語っている。

### 九軍神と山本五十六
山本は当初この攻撃計画に反対していたが、収容の見込みがついたとして承認した。（ただし、収容の訓練は全く行われなかったとも伝えられる。）しかし懸念は払拭されず、出撃直前にも第六艦隊司令長官・清水光美に一存で取りやめる許可を与えている。戦死の報を受けて、二首の和歌を詠んだ。
戦死後、広尾に正七位勲五等功三級が贈られた。戒名は忠晃院釈義彰。
佐賀県鳥栖市の朝日山麓に墓碑がある。

## 栄典
- 功三級金鵄勲章